# Функціонально-вартісний аналіз
Функціонально-вартісний аналіз — метод системного дослідження функцій об'єкта з метою пошуку балансу між його собівартістю і корисністю.
Функціонально-вартісний аналіз проводять при розробці та постановці на виробництво нових виробів, підвищенні техніко-економічного рівня продукції. При проектуванні здійснюється пошук оптимальних технічних рішень, встановлення граничних нормативів витрат з виготовлення розроблюваних об'єктів та визначення найбільш ефективних умов їх використання. На етапі виробництва для вдосконалення об’єктів виявляються зайві витрати, визначаються диспропорції між значимістю функцій для споживача і витратами на їх забезпечення, здійснюється пошук резервів для зниження собівартості і підвищення якості виробів.
Організація роботи за функціонально-вартісним методом передбачає виконання кількох етапів:
- Підготовчий. Створення організаційних передумов методу. Визначення об'єкта аналізу з відповідним техніко-економічним обґрунтуванням. Підбір та затвердження дослідницької групи. Визначення цілей, завдань, глибини опрацювання об'єкта. Розробка та затвердження плану-графіка проведення робіт.
- Інформаційний. Збір, обробка і аналіз інформації про об'єкт. Побудова структурної моделі об'єкта.
- Аналітичний. Визначення складу об'єкта й виявлення зв’язків між елементами. Виявлення і формулювання функцій. Класифікація функцій. Побудова функціональної моделі об'єкта. Оцінка рівня виконання функцій. Визначення функціональної, проблемної і витратної залежності об'єкта. Побудова суміщеної (функціонально-структурної) моделі об'єкта. Формулювання завдань вдосконалення об'єкта.
- Творчий. Пошук ідей і варіантів рішень щодо вдосконалення об'єкта. Обробка й систематизація результатів проведення творчих нарад. Підготовка матеріалів для оцінки отриманих результатів.
- Дослідницький. Оцінка, обговорення та відбір раціональних варіантів спільно з фахівцями функціональних служб. Комерційна оцінка варіантів рішень відповідно до обраних на даному етапі критеріїв. Оцінка реальних пропозицій.
- Рекомендаційний. Розгляд пропозицій відповідними службами підприємства. Проведення техніко-економічних розрахунків. Прийняття рішення про прийнятність пропозицій.
- Впроваджувальний. Складання плану-графіка впровадження рекомендацій. Передача затверджених рекомендацій відповідним службам.

Результатом функціонально-вартісного аналізу повинно бути зниження витрат на одиницю корисного ефекту. Це досягається шляхом скорочення витрат при підвищенні споживчих властивостей продукції та збереженні заданого рівня якості.